# Federico Lorefice
Federico Lorefice (Milano, 22 novembre 1977) è un gastronomo, imprenditore e scrittore italiano.

## Biografia
La sua carriera inizia a 17 anni, dopo aver frequentato l'istituto alberghiero. 
È stato il più giovane imprenditore d'Europa con la sua prima attività di catering e tra la sua rinomata clientela vanta nomi prestigiosi della moda e della cultura. Ha organizzato feste per il Principato di Monaco. 
È stato soprannominato il «guru del ricevimento» da stilisti, dal mondo del jet-set e della finanza. Il 22 giugno 1995 Lina Sotis, nota giornalista del Corriere della Sera, gli dedica il primo articolo di una lunga serie sul quotidiano nazionale. Negli anni a seguire ha partecipato come ospite ad alcuni programmi televisivi, tra i quali Moby Dick di Michele Santoro, Dove sono i Pirenei? condotto da Rosanna Cancellieri, Tappeto Volante condotto da Luciano Rispoli, Vivere Meglio condotto dal professor Fabrizio Trecca con la rubrica fissa sul Galateo e la scenografia della tavola. Ha inoltre partecipato a delle trasmissioni radiofoniche su Radio 101 e Radio Marconi. 
Nel 2003 fonda il Congusto Gourmet Institute, Scuola di Alta Cucina e primo campus culinario Milanese che dal 2018 è partecipato al 28% dal gruppo multimediale DBInformation S.p.A di Vallardi e Briglia, di cui oggi è anche il CEO.
Dal 2011 al 2015 è stato consulente organizzativo del sistema cucina del gruppo Arnoldo Mondadori Editore ed in particolare coordinatore didattico della scuola di cucina Sale & Pepe, dell'omonima rivista. Nello stesso periodo è stato, inoltre, contributor per alcuni periodici del gruppo editoriale, tra cui Cucina Moderna, Sale & Pepe, Sale & Pepe Kids, e anche per la rivista Cotto e Mangiato, dell'omonimo programma televisivo di Studio Aperto condotto da Tessa Gelisio, sulla quale ha firmato ogni mese la rubrica "Il protagonista".
Da gennaio 2022 prende le redini di Grande Cucina del gruppo DBInformation S.p.A. - il periodico iconico della divisione food ItalianGourmet. Lorefice succede a Carla Icardi, Anna Prandoni e Allan Bay nella direzione di Grande Cucina, il primo magazine B2B che racconta l’alta cucina da oltre vent’anni attraverso i suoi veri protagonisti chef e ristoratori.

## Opere
Dire, fare e cucinare... Congusto , B. Carbone e F. Lorefice (Trenta Editore), novembre 2013. ISBN 9788896923658